# ناما خطية
ناما خطية (الاسم العلمي:Nama linearis) هي نوع من النباتات يتبع جنس الناما من الفصيلة الحمحمية.